# Sóng lạnh Đông Á tháng 1 năm 2016
Cuối tháng 1 năm 2016, một sóng lạnh đã ảnh hưởng đến phần lớn khu vực Đông Á, một số phần trên đất liền Đông Nam Á và một số phần miền bắc Nam Á, gây ra nhiệt độ thấp kỷ lục và tuyết rơi ở nhiều vùng. Nhiều vùng đã ghi nhận mức nhiệt lạnh nhất trong hàng thập kỷ, trong khi đó tỉnh Okinawa của Nhật Bản lần đầu tiên trong lịch sử ghi nhận hiện tượng mưa tuyết. Tuyết rơi và giá lạnh đã ảnh hưởng đến hàng nghìn người ở bốn quốc gia. Ít nhất 85 người ở Đài Loan đã thiệt mạng vì hạ thân nhiệt và ngừng tim vì nhiệt độ giảm đột ngột trong dịp cuối tuần từ ngày 22–24 tháng 1. Thời tiết giá lạnh cũng khiến bốn người chết ở Trung Quốc đại lục. Bão tuyết khiến sáu người thiệt mạng ở Nhật Bản.

## Hồng Kông
Nhiệt độ ở Hồng Kông đã giảm đến 3,1 °C (37,6 °F), lạnh nhất trong gần 60 năm. Hàng trăm người đã leo lên núi Đại Mạo tham quan, nơi nhiệt độ giảm xuống mức -6 °C (21 °F); 129 trường hợp đã phải cứu hộ và 67 người phải nhập viện vì có dấu hiệu hạ nhiệt. Cục chữa cháy triển khai 53 thiết bị chữa cháy, 39 xe cứu thương và hơn 300 nhân viên. Đơn vị dịch vụ bay của Chính phủ sơ tán tám bệnh nhân bằng trực thăng từ núi Đại Mạo và đỉnh Đại Đông đến Bệnh viện Pamela Youde Nethersole Eastern và sân bay. Cục Dịch vụ Hỗ trợ dân sự và Hồng Kông Lực lượng Cảnh sát cũng đã được huy động.

## Trung Quốc
Tuyết và mưa đá đã được ghi nhận nhiều nơi ở thành phố Quảng Châu, lần đầu tiên hiện tượng này đã được quan sát thấy lần lượt vào năm 1967 và 1956. Tuyết cũng rơi ở Thâm Quyến và Hàng Châu, là điều hiếm khi xảy ra trong khu vực. Ít nhất bốn người chết vì ngộ độc carbon monoxide từ một hệ thống sưởi ấm tại Quảng Châu. Xa hơn về phía bắc, nhiệt độ ở Thượng Hải giảm -4 °C (25 °F), với tuyết ánh sáng chiếu vào sáng ngày 23 tháng 1. 24 trạm thời tiết quan sát ghi nhận mức thấp kỷ lục mọi thời đại. Nhiệt độ ở Nội Mông đã giảm xuống mức thấp kỷ lục -46,8 °C.

## Việt Nam
Một số địa phương ở Việt Nam có tuyết rơi: núi Ba Vì, Hà Nội và núi Tản Viên ngày 24 tháng 1. Tại Tam Đảo, Vĩnh Phúc sau nhiều giờ băng giá, đến cuối buổi sáng trên đỉnh cao nhất của Tam Đảo đã có tuyết rơi. Sa Pa, Lào Cai có băng tuyết rơi rất dày tại khu vực thị trấn Sa Pa và miền núi cao huyện Bát Xát. Tại Mẫu Sơn, Lạng Sơn, nhiệt độ xuống dưới mức -4 độ C, tuyết nhanh chóng phủ kín các sườn núi. Tại xã Na Ngoi, Mường Lống của huyện Kỳ Sơn (Nghệ An) tuyết rơi kéo dài nhiều giờ từ ngày 24 tháng 1.